# Borowoje (obwód omski)
Borowoje (ros. Боровое) – osiedle w Rosji, w obwodzie omskim, w rejonie isilkulskim. W 2010 liczyło 480 mieszkańców.